# Cephalops grandimembranus
Cephalops grandimembranus är en tvåvingeart som beskrevs av De Meyer 1989. Cephalops grandimembranus ingår i släktet Cephalops och familjen ögonflugor. Inga underarter finns listade i Catalogue of Life.